# Akatsuki (Schiff, 1932)
Die Akatsuki (jap. 暁, dt. Dämmerung) war ein Zerstörer und Typschiff der Akatsuki-Klasse der Kaiserlich Japanischen Marine. Sie wurde 1932 in Dienst gestellt und nahm am Zweiten Japanisch-Chinesischen Krieg sowie am Zweiten Weltkrieg teil. Das Schiff wurde am 13. November 1942 im Ironbottom Sound zwischen Guadalcanal und Savo Island durch Artillerietreffer versenkt.

## Geschichte
Das Schiff wurde am 17. Februar 1930 auf Kiel gelegt und lief am 7. Mai 1932 vom Stapel. Die Indienststellung fand am 30. November 1932 statt.
Nach ihrer Fertigstellung wurde aus der Akatsuki und ihren Schwesterschiffen Inazuma, Hibiki und Ikazuchi die 6. Zerstörerdivision der ersten japanischen Flotte gebildet. Sie nahm im Sommer 1935 an Manövern vor der Ise-Bucht teil, als sie am 1. August mit dem U-Boot I-6 kollidierte, das hierdurch Schäden an seinen Periskopen erlitt.
Wie die anderen Schiffe ihrer Klasse wurde die Akatsuki von 1935 bis 1937 modifiziert, um sowohl Designmängel bei der Längsfestigkeit des Rumpfes zu korrigieren als auch die Gewichtsverteilung zu verbessern. Anschließend nahm das Schiff an Operationen des zweiten chinesisch-japanischen Krieges teil, der im Juli 1937 ausbrach.

### Zweiter Weltkrieg

#### Frühe Einsätze
Am 29. November 1941 verließ die Akatsuki die Terashima-Straße, um sich den Invasionsstreitkräften, die sich für die Invasion auf den Philippinen auf der japanischen Marinebasis Mako auf Formosa gruppierten, anzuschließen. In der Folge war das Schiff Teil der Invasionsgruppe für den Süden der Philippinen und kehrte am 4. Januar zur Basis Mako zurück.
Vom 6. bis 12. Januar 1942 begleitete das Schiff den schweren Kreuzer Maya von Mako nach Palau und fuhr am 18. Januar nach Davao weiter. Am 29. Januar eskortierte die Akatsuki einen Tankergeleitzug von Davao über Tarakan und Balikpapan und anschließend einen Truppenkonvoi von Davao nach Cam Ranh Bay. Am 27. Februar war das Schiff Geleitfahrzeug für die Invasionsgruppe für das westliche Java.
Am 10. März ging das Schiff in die Subic-Bucht und eskortierte von dort aus vom 19. bis 26. März einen weiteren Geleitzug nach Kure und kehrte dann zu Überholungsarbeiten an die Yokosuka Marinewerft zurück. Vom 22. bis 26. Mai begleiteten sie die Kreuzer Takao und Maya von Kure nach Ominato im Norden Honshūs.
Am 28. Mai 1942 verließ der Zerstörer Ominato, überquerte den Nordpazifik und war am 7. Juni an der Invasion von Kiska Island (Aleuten) beteiligt. Vom 13. Juni bis zum 27. Juni 1942 eskortierte er den beschädigten Zerstörer Hibiki von Kiska Island bis zur Insel Paramuschir, lief danach weiter nach Ominato und von dort am 4. Juli wieder nach Kiska Island. Nach U-Boot-Patrouillen lief die Akatsuki über Shimushu zu Wartungsarbeiten erneut Yokosuka an. Ab dem 6. August folgte eine weitere Patrouille in die Gegend von Kiska Island mit Rückkehr am 31. August über Ominato nach Kure.
Vom 1. bis 6. September begleitete das Schiff den Flugzeugträger Zuihō von Kure nach Truk und eskortierte von dort aus vom 9. bis 12. September die Un’yō nach Kavieng und ab dem 13. bis 18. September weiter nach Kure.
Am 29. September eskortierte die Akatsuki einen Truppenkonvoi von Saeki über Okinawa nach Saipan und Rabaul. Das Schiff lief dann weiter zu den Shortland-Inseln, wo es am 12. Oktober ankam.

#### „Tokio Express“ Einsätze
Von Oktober bis Mitte November 1942 wurde der Zerstörer im Rahmen des sog. „Tokyo Express“ als Sicherungsschiff für nächtliche Hochgeschwindigkeitstransporte von Truppen und Nachschub vom südlichen Bougainville und den Shortland-Inseln zum Kap Esperance auf Guadalcanal eingesetzt – so etwa am 14. und 17. Oktober.
Ende Oktober wurde die Akatsuki mit den Zerstörern Ikazuchi und Shiratsuyu als 1. Angriffsgruppe in der Kämpfe um das Henderson Field eingesetzt. Am 25. Oktober tagsüber sollten die Zerstörer dieser Gruppe vom Ironbottom Sound aus die japanische Armee beim Angriff auf Henderson Field unterstützen. Als die Gruppe vor Ort eintraf, fand sie allerdings einige feindliche Schiffe vor und eröffnete um 10:30 Uhr das Feuer zunächst auf die US-Minensucher USS Trever (DMS-16) und USS Zane (DMS-14), wobei die Zane durch einen direkten Treffer stark beschädigt wurde. Gegen 10.40 Uhr verlagerten die Schiffe das Feuer auf Schlepper USS Seminole (AT-65) und den von der US-Navy genutzte, ehemalige Fischtrawler YP-284 vor Lunga Point. Während der Schlacht wurde YP-284 versenkt und auch die Akatsuki erlitt Schäden am Turm Nr. 3 durch Feuer aus den Landbatterien der Amerikaner. Dabei kamen vier Besatzungsmitglieder ums Leben.
Am 2. November 1942 eskortierte die Akatsuki weitere Transporte nach Guadalcanal und verließ die Gegend am 3. November, um die Seeflugzeugträger Chitose und Chiyoda nach Truk zu begleiten.

#### Verlust des Schiffes – Seeschlacht von Guadalcanal
Am 12. November 1942 eskortierte die Akatsuki die Angriffsgruppe unter Admiral Abe, darunter die Schlachtschiffe Hiei und Kirishima, auf ihrer Mission, erneut das Henderson Airfield auf Guadalcanal zu beschießen und Verstärkungen anzulanden.
Am 13. November gegen 1 Uhr erreichte der japanische Konvoi den Iron Bottom Sound zwischen Savo Island und Guadalcanal. Dort wurde er schon von Konteradmiral Daniel Callaghan mit seiner Kreuzer- und Zerstörerflotte erwartet. Bei schlechtem Wetter erfolgte das Aufeinandertreffen gegen 01:48 Uhr. Da die Sichtweite nicht mehr als 2000 m betrug und beide Formationen frontal ineinanderliefen, kam es zu einer kaum organisierten kurzen Schlacht auf kurze Distanz mit großen Schäden auf beiden Seiten. Teilweise beschossen sich aufgrund der unklaren Gefechtslage Schiffe derselben Seite gegenseitig. Zu Beginn des Gefechts befand sich Akatsuki auf der rechten Seite der japanischen Gruppe und entdeckte den Kreuzer Atlanta mit ihren Suchscheinwerfern, woraufhin die amerikanischen Schiffe sofort das Feuer auf den Zerstörer eröffneten. Durch das massierte Artilleriefeuer sank die Akatsuki südlich von Savo Island bei ungefähr 09° 17′ S Long 159° 56′ O. In dieser Phase der Schlacht war die Akatsuki der einzige japanische Schiffsverlust.
Am 15. Dezember 1942 erfolgte die Streichung des Schiffes aus dem Marineregister.

### Nachwirkungen
Die Akatsuki wird oft fälschlicherweise das Torpedieren der USS Atlanta zugeschrieben. Laut Akatsukis Chef-Torpedooffizier Michihara Shinya, der den Untergang überlebte, hat die Akatsuki während der Schlacht aber keine Torpedos losgelassen. Der Torpedo, der den Kreuzer traf, wurde daher wahrscheinlich entweder von Inazuma oder Ikazuchi losgelassen.
Nur achtzehn Besatzungsmitglieder überlebten den Untergang, wurden von amerikanischen Schiffen gerettet und im Featherston POW Camp in Neuseeland interniert.